# Dansa tradicional dels Països Catalans

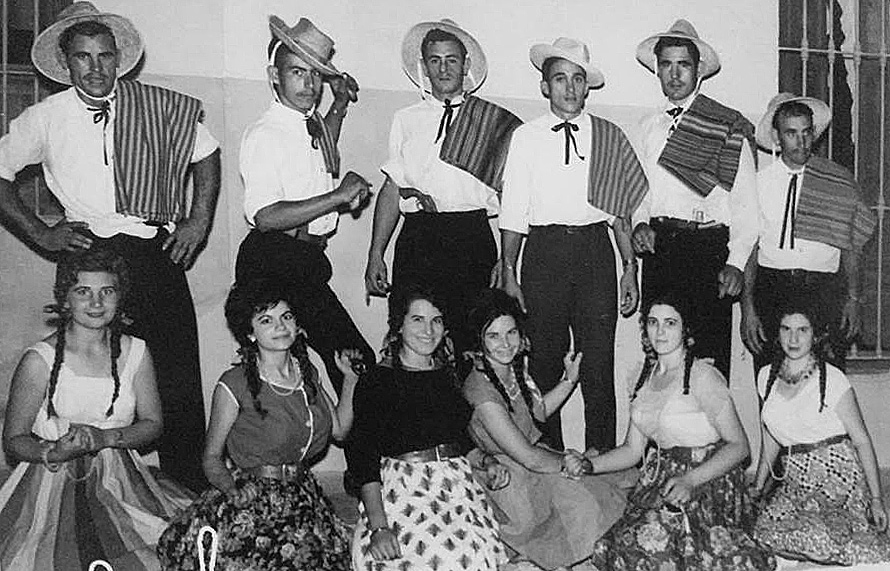
Guadassuarencs disfressats per a dansar a Guadassuar, País Valencià

Els balls i danses tradicionals catalans són aquells balls i danses tradicionals propis de la cultura popular de les cultures catalanoparlants i que s'han anat transmetent de generació en generació fins a arribar als nostres dies. Es ballen espontàniament al so de músiques tradicionals, i també és corrent que se'n facin espectacles per al públic, que van a càrrec de companyies de dansa especialitzades i anomenades esbarts dansaires, als quals els ballarins porten indumentàries tradicionals.
Les danses tradicionals catalanes segueixen camins naturals i de veïnatge que coincideixen amb els de les fires, mercats i les transhumàncies, podent establir unes zones força precises per exemple per a les jotes, per als balls de gitanes i per als balls parlats, on els balls de bastons i les sardanes serien els gèneres més estesos i implantats al territori.

## Aplecs
Els anomenats aplecs són esdeveniments als quals es reuneixen diferents persones (incloent esbarts, però no només ells) per a ballar danses tradicionals. Els aplecs poden ser d'un sol tipus de dansa, com els aplecs sardanistes, o incloure'n totes les d'uns llocs, com és el cas de l'aplec de Danses dels Pobles de la Mariola o de l'aplec de les Danses de la Vall d'Albaida, per exemple; o dels llocs de qui s'hi vulgui apuntar, com és el cas del Parado de Valldemossa.